# Apesanahkwat
Apesanahkwat est un chef tribal des Menominee et un acteur américain.
Il est élu plusieurs fois comme l'un des responsables de la réserve indienne Menominee (en). Ancien marine, c'est un vétéran de la guerre du Viêt Nam.
Acteur, il est surtout connu pour ses rôles dans le film Bagdad Café (1987) et les séries télévisées Babylon 5 et Bienvenue en Alaska.